# Iréne Theorin
Lena Iréne Sofia Theorin (* 18. Juni 1963 in Södra Hestra, Gemeinde Gislaved) ist eine schwedische Opernsängerin (Sopran).

## Leben
Iréne Theorin studierte an der Hochschule für Musik und Opernschule in Kopenhagen, eine kurze Zeit auch an der Operahögskolan in Göteborg. 1998 wurde sie als einzige Musikerin mit dem dänischen Léonie-Sonning-Stipendium ausgezeichnet. Zu ihren Lehrern zählten Susanna Eken, Birgit Nilsson, Ingrid Bjoner und Oren Brown. Zahlreiche Stipendien ermöglichten es der Künstlerin, mit Geoffrey Parsons, Anthony Rolfe Johnson und Dame Janet Baker zu arbeiten.
Ihr Bühnendebüt gab sie 1996 als Donna Anna (Don Giovanni) an der Königlichen Oper in Kopenhagen, wo sie seither in vielen Partien zu hören war, u. a. als Verdis Leonora (La forza del destino), Amelia (Un ballo in maschera), Elisabetta (Don Carlo), Desdemona (Otello) und Aida, Wagners Elsa (Lohengrin), Eva (Die Meistersinger von Nürnberg), Senta (Der fliegende Holländer) und Sieglinde (Die Walküre) sowie als Puccinis Tosca. An der Königlichen Oper in Stockholm war sie als Nedda (Pagliacci) und Freia (Das Rheingold) zu Gast; bei den Bayreuther Festspielen debütierte sie im Jahr 2000 als Ortlinde (Die Walküre) unter der Leitung von Giuseppe Sinopoli in der Regie von Jürgen Flimm, beim Maggio Musicale Fiorentino 2001 als Meroe in Othmar Schoecks Penthesilea.
2005 gab Iréne Theorin in Kopenhagen ihr Rollendebüt als Turandot; seither hat sie diese Partie in Tokio, Dresden, London, Tel Aviv (unter Zubin Mehta), Guangzhou (unter Lorin Maazel) sowie in den römischen Caracalla-Thermen (in einer Inszenierung von Denis Krief) gesungen.
Die Brünnhilde im kompletten Ring des Nibelungen verkörperte sie in Kopenhagen, Budapest, Köln und Dresden sowie bei den Bayreuther Festspielen 2022; außerdem sang sie die Brünnhilde in Berlin (Die Walküre), London und Barcelona (Siegfried), New York (Die Walküre, Siegfried), in Washington und Tokio (Siegfried, Götterdämmerung). Die Isolde (Tristan und Isolde) sang sie u. a. in Brüssel, Essen, Rotterdam (unter Valery Gergiev), in Kopenhagen sowie mit großem Erfolg bei den Bayreuther Festspielen zwischen 2008 und 2012. In Washington war Iréne Theorin 2009 in der Titelpartie in Ariadne auf Naxos zu hören.
Im Sommer 2010 debütierte sie als Elektra bei den Salzburger Festspielen. 2010/11 sang sie in Kopenhagen und Tokio die Isolde; später im Ring des Nibelungen an der Staatsoper Berlin und der Mailänder Scala sang sie die Brünnhilde unter der Leitung von Daniel Barenboim.

## Auszeichnungen und Ehrungen
Im Jahr 2018 wurde Iréne Theorin mit der schwedischen königlichen Medaille Litteris et Artibus geehrt.